# Combretum wandurraganum
Combretum wandurraganum là một loài thực vật có hoa trong họ Trâm bầu. Loài này được R.E.Schult. mô tả khoa học đầu tiên năm 1953.